# Kalmar Glasäpple

Kalmar glasäpple (Spansk renett) (litografi av målning av Henriette Sjöberg (1842–1915)).

Kalmar glasäpple, också kallad Spansk renett, är en äppelsort vars ursprung är omtvistat. Äpplet har i alla fall odlats i Sverige sedan 1700-talet. Blomningen på detta äpple är sen, och äpplet pollineras av äpplen med samtidig blomning. Fruktköttet är ljusgult, och smaken en blandning av god syra och sötma. Kalmar glasäpple plockas i början av oktober och mognar i början av december. Hållbarheten är 1-2 månader. Kalmar glasäpple passar både som ätäpple, som i köket. I Sverige odlas Kalmar glasäpple gynnsammast i  zon I-II.